# Eclipse solar del 11 de septiembre de 2007

Tránsito del eclipse solar del 11 de septiembre de 2007

El 11 de septiembre de 2007 se produjo un eclipse solar parcial que fue visible en América del Sur y en la Antártida.
Tuvo lugar entre las 10:25:46 UTC y las 14:36:33 UTC alcanzando su magnitud máxima del 0,7505 a las 12:31:21 UTC.  
Fue el  último de los dos eclipses parciales del año 2007 y el cuarto del siglo XXI.